# Carlos Saldanha
Carlos Saldanha (Río de Janeiro; 24 de enero de 1965) es un animador, productor, director y actor de voz brasileño mayormente reconocido por ser el creador de la exitosa franquicia de los estudios Blue Sky Río, ambientada en su ciudad natal Río de Janeiro. Además de ser el director de varios de los proyectos de la compañía, como lo son; Ice Age: The Meltdown (2006), Ice Age: Dawn of the Dinosaurs (2009) y Ferdinand (2017), además ha sido codirector, películas, como Ice Age (2002) y Robots (2005). Recibió un MFA en Arte por Computadora de la Escuela de Artes Visuales en 1993.

## Biografía

### Primeros años
Nació en 1965 en Río de Janeiro, Brasil. Desde pequeño, Saldanha estuvo muy fascinado con la animación, por lo que pasaba casi todo su tiempo dibujando y haciendo bocetos. Más tarde, los reproducía y los animaba cuadro por cuadro.
En la secundaria, Saldanha supo que quería dedicarse a la animación por el resto de su vida, por lo que empezó a ahorrar desde muy temprano para poder viajar a Estados Unidos a buscar oportunidades de trabajo.

### Carrera

#### Inicios
Una vez terminados sus estudios, partió de su tierra natal y se enroló en la Escuela de artes visuales de Nueva York. Luego de estudiar ahí por algunos años, Saldanha se recibió en 1993 y de inmediato empezó a trabajar en Blue Sky Studios.
Ahí, Saldanha se hizo amigo de Chris Wedge y juntos colaboraron en los efectos especiales de películas como Joe's appartment, en donde debieron animar a más de 1000 cucarachas danzantes.
Algunos años más tarde, su corto animado "Time for Love" fue presentado en algunos de los festivales más prestigiosos del mundo. Esto le fue suficiente como para ascender dentro de Blue Sky Studios y consiguió el puesto de codirector junto a Chris Wedge.
En 1999, Saldanha trabajó junto a Wedge en los efectos especiales de la película El club de la lucha, dirigida por David Fincher. En la misma película, se encargaron de retocar digitalmente a Brad Pitt y a Edward Norton, protagonistas del largometraje.

#### Ice Age
En 2002, el estudio ya había ganado bastante prestigio, lo que dio al hecho de que se les encargaran de dirigir la producción animada Ice Age, en la cual Wedge trabajó como director, mientras que Saldanha se encargó de codirigirla. En este filme le dieron vida a sus personajes con las voces de Ray Romano, John Leguizamo y Denis Leary, con la colaboración de Jack Black y Goran Visnjic.
Luego del gran éxito de Ice Age, Saldanha trabajó de segundo al mando de Chris Wedge en la película Robots, en la que dieron sus voces actores como Ewan McGregor, Robin Williams, Halle Berry, entre otros.
En 2006, Wedge estaba trabajando en Los Increíbles, por lo que Saldanha se encargó de dirigir en solitario a Ice Age: The Meltdown, en la que se repitieron los mismos actores de la primera película de esta saga.
En 2009, Saldanha dirigió Ice Age: Dawn of the Dinosaurs, repitiendo las voces. Desde entonces Saldanha, solo participa como productor ejecutivo en la franquicia.

#### Río

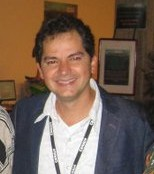
Saldanha en el año 2011, durante la promoción de Rio.

Saldanha tenía una idea hace tiempo de hacer una película que tratara de unos pingüinos, pero al estrenarse la película animada Happy Feet, decidió tocar otro tema, entonces se le ocurrió hacer una producción que estuviera ambientada en su ciudad natal, Río de Janeiro.
Fue entonces cuando Saldanha se encargó de dirigir Río, película que trata de un guacamayo azul ingenuo y domesticado que vive su mayor aventura en la ciudad natal de Saldanha. La película cuenta con las voces de actores como Jesse Eisenberg, Anne Hathaway, Leslie Mann, entre otros. Río se estrenó en 2011 y se convirtió en un éxito comercial.
Tal fue el éxito de Río, que Saldanha dirigió la secuela, Río 2, la cual se estrenó en 2014. Esto convirtió a Río en la primera película en tener secuela de Blue Sky Studios fuera de Ice Age. En esta producción se repiten las voces de los protagonistas. En esta gran secuela, Saldanha, realiza un éxito 
mayor al de su película anterior.
Recaudando más de $ 500.000.000 De Dólares. 
Hasta el momento, Saldanha, dice tener ideas, para más películas de la franquicia,
pero debido a que se ha comprometido con otros proyectos. No ha visto posible, la realización pronta de un secuela.

## Filmografía
| Año  | Título                         | Papel               | Notas                       |
| ---- | ------------------------------ | ------------------- | --------------------------- |
| 2002 | Ice Age                        | Codirector          | Dirigida con Chris Wedge    |
| 2005 | Robots                         | Codirector          | Dirigida con Chris Wedge    |
| 2006 | Ice Age: The Meltdown          | Director            |                             |
| 2009 | Ice Age: Dawn of the Dinosaurs | Director            | Dirigida con Mike Thurmeier |
| 2011 | Río                            | Director, Historia  |                             |
| 2012 | Ice Age: Continental Drift     | Productor ejecutivo |                             |
| 2014 | Río 2                          | Director, Historia  |                             |
| 2016 | Ice Age: Collision Course      | Productor ejecutivo |                             |
| 2017 | Ferdinand                      | Director            |                             |
| 2024 | Harold and the Purple Crayon   | Director            |                             |

## Premios y distinciones
Premios Óscar
| Año  | Categoría                   | Película   | Resultado |
| ---- | --------------------------- | ---------- | --------- |
| 2004 | Mejor cortometraje animado  | Gone Nutty | Nominado  |
| 2018 | Mejor película de animación | Ferdinand  | Nominado  |